# 阿瑟尔根杰
阿瑟尔根杰（Asarganj）是印度比哈尔邦Munger县的一个城镇。总人口5706（2001年）。

## 人口
该地2001年总人口5706人，其中男性3011人，女性2695人；0—6岁人口813人，其中男417人，女396人；识字率69.84%，其中男性为76.35%，女性为62.56%。